# Osiedle Piaski, Białystok
Piaski là một trong những quận của thành phố Białystok ởBa Lan.